# Daniel Proust
Pour les articles homonymes, voir Proust.
Daniel Proust, né le 3 novembre 1947 à Suresnes, est un coureur cycliste français.

## Biographie
Amateur à l'AC Boulogne-Billancourt, il devient coureur professionnel en 1970 chez Fagor-Mercier-Hutchinson. En 1972, il passe chez Gitane. Il arrête la compétition professionnelle en fin d'année.  

## Palmarès

### Palmarès amateur
- 1967
  -  Champion de France des sociétés
- 1968
  -  Champion de France des sociétés
- 1969
  - Champion d'Île-de-France
  - Mérite Veldor
  - Paris-Ézy
  - Paris-Vailly
  - Souvenir Daniel Fix
  - 2e de Paris-Rouen
  - 2e du championnat de France des sociétés
  - 3e de Paris-Dreux

### Palmarès professionnel
- 1971
  - Tour d'Indre-et-Loire :
    - Classement général
    - 1re étape